# 1984 (For the Love of Big Brother)
1984 (For the Love of Big Brother) ist ein Musikalbum des britischen Pop-Duos Eurythmics. Es handelt sich um Teile des Soundtracks zum Spielfilm 1984 und erhielt in Großbritannien Gold-Status.

## Entstehung
Obwohl die Eurythmics stets Interesse bekundeten, Filmmusik zu komponieren, lehnten sie verschiedene Angebote ab (u. a. zu Die Zeit der Wölfe). Konsequenterweise lehnten sie zunächst auch die Anfrage von Virgin Films ab, die Musik zur Neuverfilmung des Romans 1984 von George Orwell beizusteuern. Nachdem auch David Bowie nicht zur Verfügung stand, intervenierten die Verantwortlichen von Virgin Films und auch Regisseur Michael Radford erneut, sodass Lennox und Stewart schließlich zusagten. Innerhalb von 20 Tagen nahmen die Eurythmics in den Compass Point Studios in Nassau (Bahamas) die Musik für den Film und den Rest des Albums auf.

## Musik und Texte
Die Produktion des Albums wird als ungewöhnlich gut beschrieben, einzig der Gesang von Annie Lennox sei nicht so sauber produziert wie gewöhnlich. Bei den Kompositionen und den Liedtexten ließ sich das Duo von Orwells Romanvorlage inspirieren, teilweise verwendeten sie Neusprech, eine von Orwell modifizierte Version der englischen Sprache.
Das Album beginnt mit dem leicht bluesigen I Did It Just the Same, dessen simpler elektronischer Groove von bluesigen Pianoklängen und Lennox' zwischen Schmerz und Freude wechselndem Gesang begleitet wird. Das Stück wird im Film zur Untermalung einer Hinrichtungsszene und einer Szene verwendet, in der der Protagonist Winston Smith Sex mit einer alternden Prostituierten hat. Das zweite Lied Sexcrime (Nineteen Eighty-Four) ist ein Dance-Song, dessen funkiger synthetischer Rhythmus mit Samples angereichert ist. Nach diesen beiden schnellen und tanzbaren Liedern folgt mit For the Love of Big Brother ein ruhiges Stück, dessen Grundthema aus dem Bhangra stammt. Der Gesang von Annie Lennox weist Parallelen zu Sade auf. Das Instrumental Winston's Diary leitet zum letzten Titel der A-Seite, dem von einem Tribal-Rhythmus getriebenen Greetings from a Dead Man über, ebenfalls ein Instrumentalstück.
Die B-Seite beginnt mit der zweiten Singleauskopplung Julia. Julia ist die weibliche Hauptfigur des Romans und des Films, eine junge rebellische Frau und Mitglied der Jugendliga gegen Sexualität. Das Lied ist eine stimmungsvolle und traurige Ballade, die mit einem langen Akustikgitarren-Solo endet. Der Titel des folgenden Liedes Doubleplusgood stammt aus dem Neusprech und bedeutet so viel wie „sehr gut, in der Tat“. Es beginnt mit einer Fernsehansprache, die einen großartigen Sieg in Süd-Indien verkündet, untermalt von Trommeln und Maracas. Am Ende des Liedes geht die Ansprache mit einem lauten „Attention!“ in einen Countdown über, allerdings erreicht die weibliche Stimme der Ansagerin nie die Eins. Das folgende Instrumental Ministry of Love basiert lediglich auf drei Noten, einer techno-ähnlichen Basslinie und gelegentlichen Ha!-Rufen. Das Stück endet mit einem Fadeout und den sich ständig wiederholenden Worten „Ministry of Love“. Das Instrumental wird im Film an den Stellen verwendet, an denen Winston etwas Verbotenes tut. Das letzte Stück des Albums ist das von psychedelisch verzerrten Gitarren dominierte Room 101.

## Kontroverse
Im August 1984 beauftragte Regisseur Radford angesichts des nahenden Fertigstellungstermins für den Film den Komponisten Dominic Muldowney, eine klassische Filmmusik zu komponieren. Er war nicht darüber informiert worden, wie weit die Eurythmics mit ihrer Arbeit waren und wusste daher nicht, dass bereits ein fertiger Soundtrack existierte. Angesichts zweier vollständiger Filmmusiken entschieden Produzent Simon Perry und Regisseur Michael Radford, dass Muldowneys Musik besser zum Film passe als die poppige Variante der Eurythmics. Nach ihrer Auffassung ruiniere derartige Musik den Sinn des Films, Regisseur Radford kritisierte, dass die Entscheidung für die Eurythmics weder kommerziell noch künstlerisch begründet gewesen sei. Die Fassung, die bei der Filmpremiere gezeigt wurde, enthielt lediglich fünfzehn Sekunden der Musik der Eurythmics, im Übrigen waren ausschließlich Muldowneys Kompositionen zu hören.
Das Management der Eurythmics forderte daraufhin, dass der Film mehr von der Musik der Gruppe enthalten müsse. Virgin Films als Finanzier entschied daraufhin, den Film kurze Zeit nach der Premiere aus den Kinos zu nehmen und ihn in einer Fassung neu zu veröffentlichen, deren Musik zum überwiegenden Teil von den Eurythmics stammte. Zum Eklat kam es bei der Verleihung des Evening Standard British Film Award für 1984 als „Bester Film des Jahres“. In seiner Dankesrede griff Regisseur Radford sowohl Virgin Films als auch die Eurythmics an und warf der Gruppe vor, dass sie sich „eingemischt“ habe und dass „ihre Musik nicht gut genug für den Film“ war. Daraufhin sahen sich die Eurythmics gezwungen, ihre Sicht der Dinge in einer Pressemitteilung darzulegen, in der sie Radfords Äußerungen als rufschädigend zurückwiesen.
Als Ergebnis dieser Kontroverse erschienen zwei Versionen des Films, eine Kinofassung mit der Musik der Eurythmics und ein Director’s Cut, der mehr von der orchestralen Musik Muldowneys beinhaltete. Das Album selber wurde im November 1984 nicht als offizieller Filmsoundtrack veröffentlicht, sondern erschien wie ein reguläres Studioalbum mit dem Vermerk „Music derived from Eurythmics' original score of the motion picture 1984“ („Musik aus der Originalmusik der Eurythmics zum Spielfilm 1984“).

## Titelliste
1. I Did It Just the Same – 3:28
2. Sexcrime (Nineteen Eighty-Four) – 3:59
3. For the Love of Big Brother – 5:05
4. Winston's Diary – 1:22
5. Greetings from a Dead Man – 6:13
6. Julia – 6:40
7. Doubleplusgood – 4:40
8. Ministry of Love – 3:46
9. Room 101 – 3:52

## Rezeption
William Ruhlmann von Allmusic weist darauf hin, dass das Album nicht als reguläres Studioalbum der Eurythmics, sondern als Nebenprojekt der Band zu Marketingzwecken angesehen wurde. Die Musik passe insbesondere bei den mit Gesang versehenen Stücken gut zum Science-Fiction-Thema des Films, allerdings sei das Album sowohl als inoffizielle Bandveröffentlichung als auch als Soundtrack unterdurchschnittlich. Das Billboard Magazine schrieb in einer zeitgenössischen Kritik, dass das Album mit seiner Ausrichtung auf elektronische Musik kaum radiotauglich sei, nicht unintelligent, aber weniger interessant für Fans des Duos. Der NME charakterisierte das Album als „außergewöhnlich gut“ und nannte es „eines der experimentellsten Studioarbeiten von Dave Stewart“.